# Моно Таун
Моно Таун (Mono Town) е рок група от Рейкявик, Исландия, ориентирана към стила алтернативен рок.

## История
Групата е образувана през 2012 година от братята Бьоркур и Дади Биргисон, и певеца-китарист Бярки Сигурдсон.
Дебютният албум съдържа 11 композиции на английски език и се нарича В окото на бурята (In The Eye Of The Storm). Албумът е записан в Исландия, и е миксиран от носителя на Грами – Майкъл Брауър  Албумът веднага печели голям успех още с издаването му в Исландия на 27 януари 2014 г. от компанията Key Music Management. Излезлите през 2013 г. сингли "Jackie O" и "Peacemaker" също имат успех в класациите в Исландия. През 2013, компанията Deezer обявява, че спонсорира международния старт на групата. Mono Town изнася концерти в Исландия и придобива и допълнително международно признание благодарение на представянето и по американската радиостанция KEXP.

## Членове
- Bjarki Sigurdsson – guitar, lead vocals
- Börkur Birgisson – bass, multi-instrumentalist
- Daði Birgisson – keyboards, multi-instrumentalist

## Дискография
Албуми
- 2014: In the Eye of the Storm

Сингли
- 2013: "Jackie O"
- 2013: "Peacemaker"